# Sandra Čechová
Sandra Čechová, rozená Pokorná, (* 13. listopadu 1987) je česká rallyová jezdkyně. Aktivní je od roku 2009, kdy začínala v amatérských soutěžích a postupně se vypracovala mezi nejvýraznější osobnosti ženské rallye scény v České republice.

## Kariéra
S aktivním závoděním začala kolem roku 2009 v sérii Amater Rally s vozem BMW 325i. Postupně se přesunula do poháru ČMPR s vozem Subaru Impreza GT, až do MČR s vozem Subaru Impreza WRX.
V roce 2019 odstartovala na Rally Kroměříž s vozem Ford Fiesta R5. Stala se tak pravděpodobně první ženou v České republice, která nastoupila do rallyového podniku se speciálem specifikace R5; takové starty byly v té době ojedinělé i v rámci Evropy.
V letech 2018–2021 se stala čtyřnásobnou mistryní ČR v dámském poháru rally; během těchto sezón neměla mezi ženami konkurenci. Je označována za nejrychlejší ženu české rally, také proto, že na rozdíl od svých předchůdkyň i následovnic závodila s výkonnými vozy kategorie čtyřkolek (Subaru Impreza WRX, Subaru Impreza STi N14), se kterými dokázala tituly získat.
Díky výkonům a osobitému stylu si vysloužila širokou fanouškovskou základnu, a její vůz s charakteristickými růžovými polepy byl snadno rozeznatelný.
Mezi její sponzorské partnery patřily Dermacol, Zásilkovna, Tawan, Caterpillar, AVE.

## Výsledky a úspěchy
- Mistryně ČR v dámském poháru rally – roky 2018, 2019, 2020, 2021[1]
- Rally Bohemia 2018 – 3. místo ve třídě 3, 34. místo celkově[6]
- MČR 2020 (třída 3) – 2. místo (65 bodů)[7]
- Rally Bohemia 2019 – 29. místo celkově, 4. místo ve třídě 3[1]
- Aktivní účastnice MČR, včetně Rally Pačejov, Český Krumlov, Barum rallye, Rally Šumava Klatovy

## Osobní život
Po svatbě používá příjmení Čechová. V roce 2023 přerušila kariéru kvůli narození syna a je na mateřské dovolené.